# Prästberget
Prästberget är en ö i Finland. Den ligger i Larsmosjön och i kommunen Larsmo i den ekonomiska regionen  Jakobstadsregionen  och landskapet Österbotten, i den centrala delen av landet, 400 km norr om huvudstaden Helsingfors. Öns area är 0,7 hektar och dess största längd är 150 meter i sydöst-nordvästlig riktning. I omgivningarna runt Prästberget växer i huvudsak blandskog.